# Панколе (Гросето)
Панколе (итал. Pancole) је насеље у Италији у округу Гросето, региону Тоскана.
Према процени из 2011. у насељу је живело 343 становника. Насеље се налази на надморској висини од 460 м.